# Sokîrîha, Lohvîțea
Sokîrîha (în ucraineană Сокириха) este un sat în comuna Bezsalî din raionul Lohvîțea, regiunea Poltava, Ucraina.

## Demografie
Componența lingvistică a localității Sokîrîha
     Ucraineană (98,61%)
     Rusă (1,39%)
Conform recensământului din 2001, majoritatea populației localității Sokîrîha era vorbitoare de ucraineană (98,61%), existând în minoritate și vorbitori de rusă (1,39%).